# Тузик
«Тузик» — третій студійний альбом Slava Marlow, випущений 16 грудня 2022 року. Реліз знаменує новий етап у музичній кар'єрі виконавця. 

## Історія створення
Промо-кампанія альбому розпочалася за тиждень до дати релізу, спочатку з публікації на YouTube відеозапису, в якому Мерлоу у 2021 році презентує платівку своєму колу друзів, а потім вийшло три інші відеоролики у стилі VHS 1990-х років. У першому відео екранізовано те, як двоє друзів слухають новий реліз; друге зроблено у стилі міського опитування, в якому беруть участь діти та підлітки; 
у третьому відео показаний нібито день народження дитини, якій спочатку дарують іграшку-робота, а потім його бабуся зустрічає в підземному переході торговця різними речами, який дає їй CD-диск з альбомом, і пізніше вона дарує дитині. Дитина, у свою чергу, отримавши новий подарунок, з розмаху вдаряє по іграшці так, що вона падає зі столу і розбивається, віддаючи перевагу диску. Крім цього, наприкінці кожного із трьох відеороликів з'являється номер телефону, зателефонувавши на який автоматично почне відтворюватися реклама неіснуючого магазину «Тузик».
Альбом вийшов 16 грудня 2022 року. Кількість треків у ньому становила дев'ять штук, а загальна його тривалість - 17 хвилин 18 секунд. Музику і текст до всіх треків здебільшого написав сам Слава. Реліз починається з двохвилинної доріжки з інопланетними звуками і продовжується історіями з життя, закінчуючись досить важким треком «Дитячі травми», в якому взяли участь Платина і Лера Маяк. Ця композиція є переробкою однойменного треку Лери — в ній використовується приспів її сольного треку, випущеного в 2019 році. А головною та найкращою за всю свою кар'єру Слава називає пісню «Ліза», яка присвячена його колишній однокласниці та першому коханню.
Альбом зроблений у вигляді "американських гірок" - його настрій змінюється від треку до треку; при цьому між композиціями зроблено переходи, що дозволяють відчути альбом як один повноцінний трек. Робота над релізом тривала досить довго — Слава зізнається, що, поки він писав його, встиг видалити три інші альбоми, і, за його словами, радий, що вчинив саме так, інакше соромився б за вихідний продукт. Це пов'язано з тим, що він почав відходити від свого старого виду творчості, коли він робив релізи більше для чартів, нехтуючи своїми особистими бажаннями. Цим релізом Слава ставить крапку на минулому періоді та починає новий.
Тузик – ім'я дитячої іграшки Слави, яку йому багато років тому подарували батьки. Вона знаходилася з ним з періоду його дорослішання, встигнувши застати багато важливих подій його життя. Саме тому весь реліз буквально побудований на ній: назва, обкладинка та треки — все це так чи інакше містить прямі або непрямі згадки, що відповідають їй. Даним альбомом музикант віддає шану Тузику, вважаючи його значною частиною свого становлення.

## Відеокліпи

### «Каблуки»
Кліп на трек "Каблуки" вийшов 20 грудня 2022 року. Відео знято одним кадром, при цьому є зацикленим. У ньому Слава приміряє черевики з величезними підборами, про які співає у треку. По ходу дії готується до виступу на сцені, перевдягається у різноманітні костюми, кидає Тузику фрісбі та цілується з Кариною «Karrambaby» Єгамедієвою.

### «O2»
Кліп на трек O2 вийшов 18 лютого 2023 року. Відео створено в нетипових для Мерлоу абстрактних тонах, власне, як і сама пісня, яка написана про панічні атаки та страхи.

### «Я потерялся»
Кліп на трек "Я потерялся" вийшов 17 березня 2023 року. У ньому протягом усього відео показуються дитячі фотографії Слави. В середині ролика з'являється reCAPTCHA, у якій стоїть фотографія Мерлоу, мабуть, з його батьком, обличчя якого заблюрено, а система просить виділити частини мозаїки, у яких зображений тато.

## Треклист
| Інформація взята з Spotify. | Інформація взята з Spotify.                       | Інформація взята з Spotify.                     | Інформація взята з Spotify. |
| #                           | Назва                                             | Автор                                           | Тривалість                  |
| --------------------------- | ------------------------------------------------- | ----------------------------------------------- | --------------------------- |
| 1.                          | «Интро»                                           | Артем Артемович Готліб                          | 2:16                        |
| 2.                          | «Я в деле»                                        | Готліб                                          | 1:33                        |
| 3.                          | «Я потерялся»                                     | Готліб                                          | 1:29                        |
| 4.                          | «Каблуки»                                         | Готліб Артур Равілевич Садиков                  | 1:41                        |
| 5.                          | «Лиза»                                            | Готліб                                          | 1:47                        |
| 6.                          | «Ровер»                                           | Готліб                                          | 1:53                        |
| 7.                          | «О2»                                              | Готліб                                          | 1:56                        |
| 8.                          | «Забуду»                                          | Готліб                                          | 2:05                        |
| 9.                          | «Детские травмы» (разом з Платиною та Лерою Маяк) | Готліб Роберт Плаудіс Валерія Сергіївна Аблаєва | 2:40                        |
| 17:18                       |                                                   |                                                 |                             |

## Чарти
| Чарт (2022)               | Вища позиція |
| ------------------------- | ------------ |
| Латвія (Apple Music)      | 2            |
| Казахстан (Apple Music)   | 3            |
| Росія (Apple Music)       | 3            |
| Молдова (Apple Music)     | 4            |
| Україна (Apple Music)     | 4            |
| Естонія (Apple Music)     | 7            |
| Литва (Apple Music)       | 12           |
| Кіпр (Apple Music)        | 16           |
| Киргизстан (Apple Music)  | 20           |
| Азербайджан (Apple Music) | 27           |
| Таджикистан (Apple Music) | 29           |
| Туреччина (Apple Music)   | 30           |
| Польща (Apple Music)      | 50           |
| ОАЕ (Apple Music)         | 65           |
| Узбекистан (Apple Music)  | 69           |
| Ісландія (Apple Music)    | 71           |
| Фінляндія (Apple Music)   | 76           |

| Чарт (2022)          | Пісня            | Вища позиція |
| -------------------- | ---------------- | ------------ |
| Латвія (Apple Music) | «Забуду»         | 71           |
| Україна (Spotify)    | «Забуду»         | 91           |
| Латвія (Apple Music) | «Детские травмы» | 91           |
| Україна (Spotify)    | «Я в деле»       | 171          |